# Berriatúa
Berriatúa, originalmente San Pedro de Berriatúa (oficialmente en euskera: Berriatua) es una anteiglesia y municipio vizcaíno en la comunidad autónoma del País Vasco en España. Está situado en la comarca de Lea Artibai. Tiene 2024 habitantes y una superficie de 20 km² y una densidad poblacional de 100,85 hab./km². Las armas de su escudo son: un roble de sinople frutado de oro, con un lobo en sable atravesando el tronco.
El núcleo poblacional está ubicado a orillas del río Artibai justo en el inicio de la ría del mismo. La extensión del territorio municipal es amplia y goza de una importante tradición rural centrada en caseríos. La presencia de industrial es importante con empresas como Cikautxo o Kide así como algunas empresas conserveras de pescado que se nutren del cercano puerto de Ondárroa.

## Toponimia

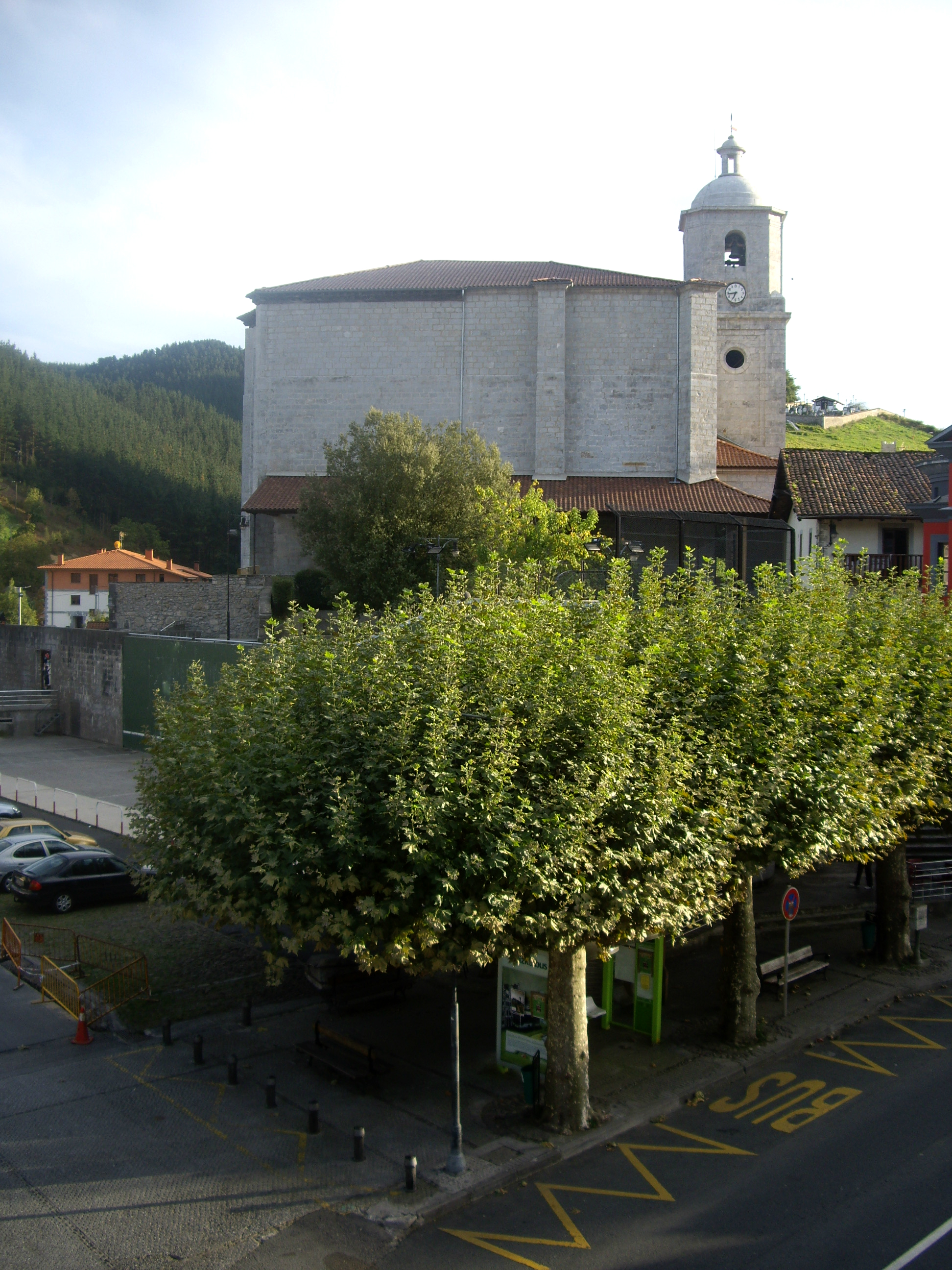
Parroquia de San Pedro de Berriatua, junto al frontón de pelota

En el siglo XII varios caballeros de esta localidad erigieron la iglesia de San Pedro de Berriatúa, ya que la iglesia de Santa María de Lequeitio, de la que eran feligreses, les quedaba lejos. El lugar elegido fue el de la ermita de San Pedro y la nueva parroquia tomó la advocación de la misma. La creación de la iglesia supuso también el nacimiento de la anteiglesia como tal.
El probable significado etimológico de Berriatúa es "lo renovado". Berri significa 'nuevo' en lengua vasca, diciéndose barri en el dialecto vizcaíno. Berritu o barritu es un verbo que significa renovar, repetir o rehacer. La expresión berritua o barritua significa "lo renovado, repetido o rehecho". La mayor parte de los autores que han estudiado este topónimo han coincidido en darle este significado etimológico. Koldo Mitxelena así lo hizo en su libro Apellidos Vascos. 
Suponiendo que fuera cierta esta etimología, cabe suponer que el término berritua se refiriera a la iglesia parroquial de San Pedro que fue erigida sobre una ermita anterior. Sin embargo no hay pruebas de la validez de esta afirmación.
El nombre de la anteiglesia quedó fijado como Berriatúa (San Pedro de Berriatúa en su forma más completa). Este es el nombre formal de la localidad en español. En euskera el nombre formal es Berriatua (sin tilde), ya que según la ortografía moderna de este idioma no se usan tildes. La Real Academia de la Lengua Vasca indica además que la -a final de Berriatua debe considerarse un artículo a la hora de declinar el nombre. De forma coloquial en euskera se denomina a la localidad Berrittu.
En 1999 el ayuntamiento oficializó Berriatua como nombre oficial del municipio.
El gentilicio es berriatuarra.

## Geografía
Situada en el nordeste de la provincia de Vizcaya y de la comarca de Lea Artibai, en la parte baja del valle del río Artibai y llegando hasta las orillas del Cantábrico el municipio de Berriatua tiene dos zonas bien diferenciadas: la vega, donde se ubica el núcleo urbano y la zona industrial, y la montaña, donde se hallan los barrios rurales.
Dista de la capital provincial, Bilbao 53 km y no más de 5 km de la cabecera comarcal, Ondárroa.
Berriatúa limita con los siguientes municipios: al norte con Ondárroa; al sur con Marquina; al este con Motrico y al oeste con Amoroto y Mendeja.

### Comunicaciones
Las comunicaciones de toda la comarca de Lea Artibai son escasas y malas. Berriatúa está al borde de la carretera que recorre el valle, la vía principal, la carretera comarcal BI-633 que une Durango con Ondárroa pasando por Marquina. Hay pequeñas carreteras rurales que unen el núcleo urbano con los barrios rurales. 
No hay ni autopista ni ferrocarril, éstos se pueden enlazar en Durango, Éibar o Elgóibar, en donde también se enlaza la carretera N-634 que, como la AP-8, comunica con las capitales de Vizcaya, Bilbao, y Guipúzcoa, San Sebastián.

### Composición
El municipio de Berriatúa está formado por el pequeño núcleo urbano ubicado en la ribera del Artibai y los barrios de Milloi, Asterrika y Madalena. Estos barrios constan de un pequeño núcleo en torno a una ermita y un número de caseríos diseminados por los alrededores.

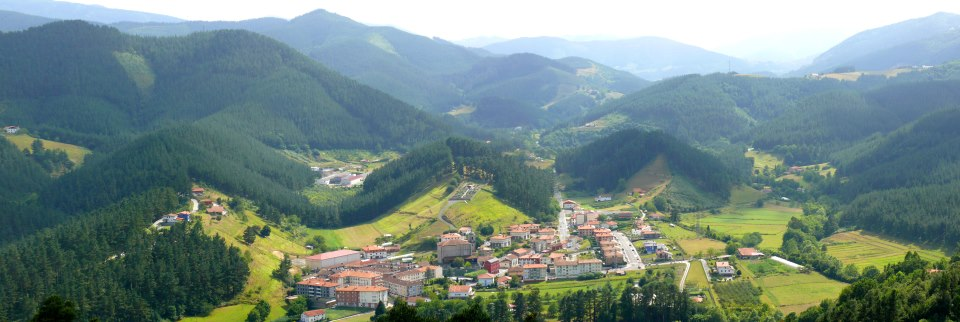
Berriatua

### Hidrografía

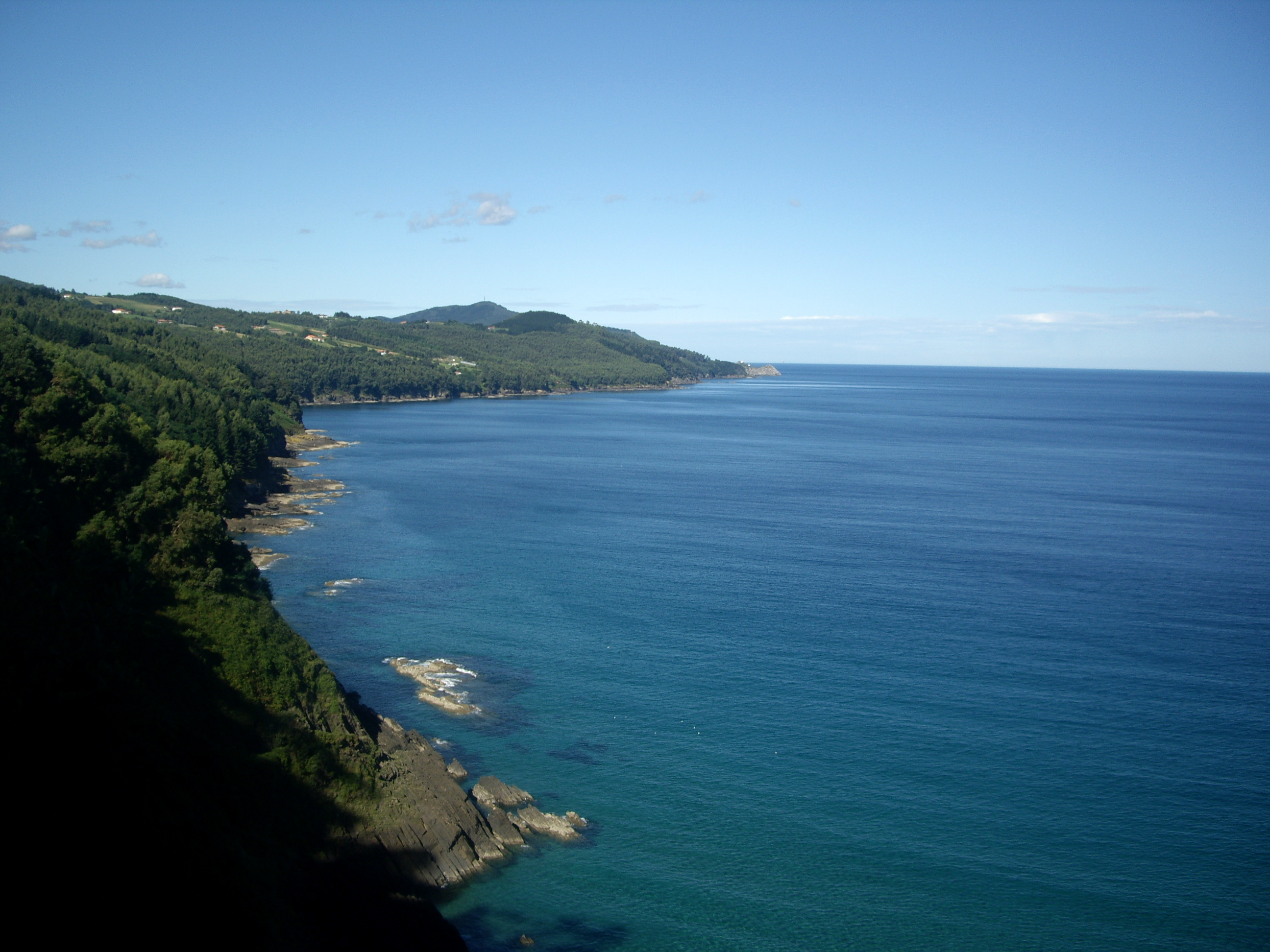
Zona costera del municipio de Berriatua, entre Ondarroa y Mendexa

El principal río que atraviesa el municipio es el Artibai; a él se suman los pequeños afluentes que vienen desde las dos laderas del valle. El Artibai forma una ría que llega hasta el propio núcleo urbano pasando por la zona industrial de Gardotza donde se halla la casa torre de Aranzibia, embrión del nacimiento de la población.
Las marismas del Artibai, los restos que aún se conservan, quedan a las puertas del territorio municipal.
Berriatúa tiene una costa de 3147 metros de longitud. Toda ella es acantilada con pequeñas calas en donde suele haber, normalmente, arena. Al pie del acantilado se abre la rasa mareal, continuación de la guipuzcoana, mantiene formaciones rocosas muy importantes que determinan una orografía sinuosa. Los montes se extienden hasta la ribera marítima en forma de acantilados que llegan, en algunos puntos, a la verticalidad. Antes de la desanexión matenía dentro de su territorio el tramo de costa que comprende desde Ondárroa a Motrico, incluyendo la playa de Arrigorri.

### Orografía
El valle se ensancha en la ubicación del núcleo de Berriatúa, a sus costados se alzan algunas montañas cubiertas de vegetación típicamente atlántica con algunos bosques de pino Insignis y eucalipto producto de la explotación forestal.
La naturaleza caliza de los terrenos hace que abunde la encina atlántica, no en vano artibai quiere decir «río de las encinas».

## Historia

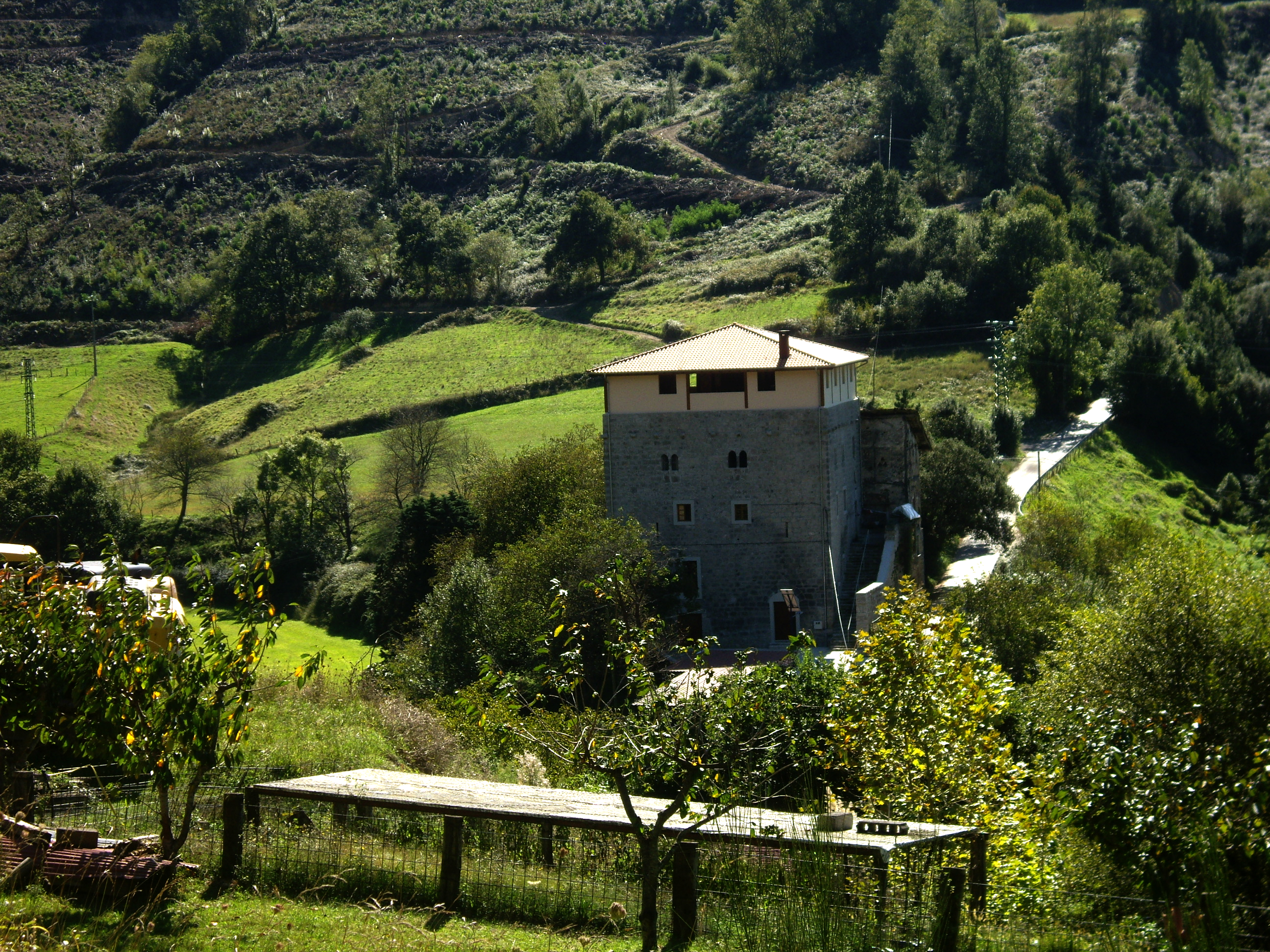
Casa-torre de Aranzibia junto al río Artibai

Como en todas las anteiglesias sus orígenes se pierden en el tiempo y se confunden con los de la Tierra Llana de Vizcaya. Berriatúa tiene vinculaciones con el monasterio de Zenarruza del cual parece que dependió en algún tiempo.
Se han hallado restos prehistóricos en los yacimientos ubicados en las cuevas de Goikolau, Atxurra, Armiña y Lamiña II. Estos hallazgos están fechados en el Paleolítico Superior.
Las primeras noticias históricas de Berriatua datan del siglo XII y hacen referencia a la construcción de la iglesia parroquial de San Pedro y más tarde, a finales del siglo XV, una bula papal confirma el derecho del patronato de la iglesia para el señor de Aranzibia.
En 1335, Juan Núñez de Lara y su mujer doña María confirmaron el privilegio de fundación de la villa de Ondárroa en los terrenos de San Pedro de Berriatúa, y dispusieron lo necesario para que fuera amurallada.
Las luchas entre los señores de las diferentes casas torre y linajes que existían en las tierras del Artibai, la casa de los Arancibia y la de Adán de Iarza, marcaron una parte importante de la historia de la anteiglesia. En 1417, después del sitio de Manchorra, se produjo una batalla en la que murieron dos hijos de la casa Adán de Iarza y otros dos, estos bastardos, de los de Arancibia, aparte de otros hombres por cada lado. En 1443 Martín Ruiz de Gamboa atacó y decidió tomar la torre de los Aranzibia matando a su señor, Pedro Ruiz y a muchos de sus hombres.
Durante la guerra de la Convención, en junio de 1795, los ejércitos franceses toman la población después de quemar la villa de Ondárroa.
En la contienda de la guerra civil de 1936 el frente queda estabilizado en Berriatua durante el invierno de 1936-1937.
En 1969 la villa sería anexionada por el municipio vecino de Ondárroa ante fuerte oposición vecinal,lo cual llevó a una judicialización del proceso durante varios años, hasta que lo resolvió una sentencia del Tribunal Supremo en 1974. 
Posteriormente, en 1983, volvería a separarse de Ondárroa, formando un municipio independiente, con algunos cambios en sus límites territoriales.

## Demografía
Berriatúa cuenta con una población de 1247 habitantes (INE 2024).
| Gráfica de evolución demográfica de Berriatúa entre 1842 y 2021 |
| |
| Población de derecho según los censos de población del INE. Población de hecho según los censos de población del INEEn estos censos se denominaba Berriatúa: 1842, 1857, 1860, 1877, 1887, 1897, 1900, 1910, 1920, 1930, 1940, 1950, 1960 y 1970 Entre el censo de 1991 y el anterior, aparece este municipio porque se segrega del municipio 48073 (Ondarroa) Entre el censo de 1981 y el anterior, este municipio desaparece porque se integra en el municipio 48073 (Ondarroa) |

## Economía
La economía de la anteiglesia de Berriatúa ha estado, históricamente, basada en la agricultura y la ganadería. La fuerza hidráulica del río se aprovechó para la ubicación de alguna ferrería y algunos molinos que cubrían las necesidades de la población. La industria es relativamente reciente y está muy influenciada por la fábrica de gomas Cikautxo perteneciente al grupo cooperativo Mondragón Corporación Cooperativa.
El sector primario: En contraste con la vecina Ondárroa, volcada al mar, Berriatúa siempre ha estado vinculada a la tierra. La base de la economía de sus habitantes ha sido la producción del caserío. Producción agrícola y ganadera, especialmente ganado vacuno.
La explotación forestal ha tenido una importancia relevante que ha ido haciéndose más fuerte a medida que el trabajo del caserío era compartido con el industrial, pesquero o de servicios. Muchas de las tierras destinadas a pastos o huerta fueron destinadas a bosques madereros cuando la producción del caserío quedó en manos de las mujeres, al bajar los hombres a trabajar a las fábricas cercanas.
El sector secundario: La creación, en 1971, de la empresa Cikautxo dedicada a la fabricación de piezas de caucho en moldeo por inyección dio lugar al nacimiento de la industria en el municipio. Esta empresa ha creado un número relevante pequeños talleres que nutren su producción de la misma. En la década de los años 1980 se construyó el polígono industrial de Gardotxa que ha dado lugar a la ubicación de un importante número de fábricas y talleres, muchos de ellos industrias conserveras y de reparación naval que dan su servicio a la vecina Ondárroa que no tiene terrenos donde ubicar sus factorías.
El sector servicios: El sector servicios es muy escaso y queda reducido a alguna actividad hostelera, con algún restaurante y casa rural. Las necesidades de la población están cubiertas por los servicios de las poblaciones cercanas de Ondarroa y Markina.

## Administración y política
| Partido político                                              | 2023  | 2023  | 2023       | 2019  | 2019  | 2019       | 2015  | 2015  | 2015       | 2011  | 2011  | 2011       | 2007  | 2007  | 2007       |
| Partido político                                              | %     | Votos | Concejales | %     | Votos | Concejales | %     | Votos | Concejales | %     | Votos | Concejales | %     | Votos | Concejales |
| Euskal Herria Bildu (EH Bildu)-BB                             | 74,04 | 388   | 7          | 59,16 | 355   | 6          | 58,58 | 338   | 6          | 84,18 | 548   | 8          | —     | —     | —          |
| Euzko Alderdi Jeltzalea-Partido Nacionalista Vasco (EAJ-PNV)  | 23,85 | 125   | 2          | 37,83 | 227   | 3          | 37,09 | 214   | 3          | 13,67 | 89    | 1          | —     | —     | —          |
| Partido Socialista de Euskadi-Euskadiko Ezkerra (PSE-EE PSOE) | 0,76  | 4     | 0          | 0,33  | 2     | 0          | —     | —     | —          | 0,46  | 3     | 0          | 1,08  | 7     | 0          |
| Partido Popular del País Vasco (PP)                           | —     | —     | —          | 0,0   | 0     | 0          | —     | —     | —          | 0,0   | 0     | 0          | 0,31  | 2     | 0          |
| Agrupación Electoral Herri Aukera (ha)                        | —     | —     | —          | —     | —     | —          | —     | —     | —          | —     | —     | —          | 58,02 | 376   | 5          |
| Eusko Abertzale Ekintza-Acción Nacionalista Vasca (EAE-ANV)   | —     | —     | —          | —     | —     | —          | —     | —     | —          | —     | —     | —          | 39,51 | 256   | 4          |

## Cultura

### Patrimonio

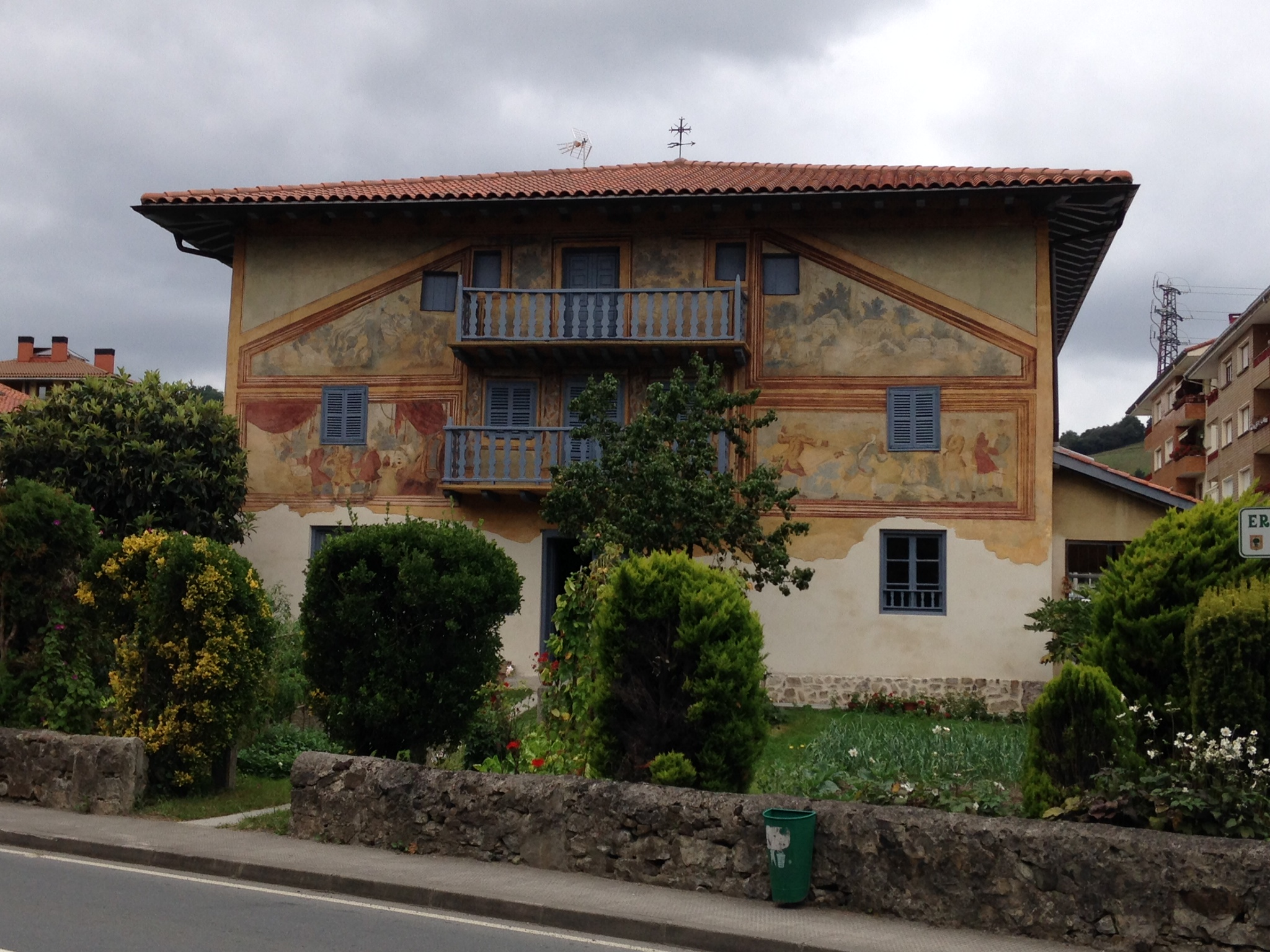
Etxepintxoa (casa pintada) del

En el patrimonio monumental de Berriatúa destaca la iglesia parroquial y las casas torres que aún se mantienen en pie.
- Iglesia de San Pedro Apóstol, fundada en el siglo XII, sufrió una gran reforma en 1588 que le confirió el carácter gótico-renacentista actual. Se ubica en un pequeño promontorio y destaca sobre las demás edificaciones por su magnífico y recio porte de la construcción realizada en sillería de caliza. En el interior, de una sola nave y cuatro capillas, destaca el altar mayor de estilo barroco. La fachada principal destaca por su ornamentación con esculturas de santos y ángeles.

- Casa torre de Aranzibia, situada a orillas del Artibai, en el barrio de Magdalena, al lado de un puente aprovecha el meandro que el río, a esa altura ya ría, forma para su defensa. La actual construcción data de finales del siglo XV o principios del siglo XVI, ya que la anterior fue destruida en la guerra de bandos por la parte de los gamboínos guipuzcoanos. Claramente mochada, destaca en ella las ventanas gremiados de la segunda planta y los patín de acceso ala puerta principal sobre la que se sitúa el escudo de armas.
- Ermita de la Magdalena, orígenes datados en el siglo XVI con restos de alguna edificación anterior. En su entorno se halla el sarnapotzu, manantial de agua medicinal que la tradición asegura que cura afecciones de la piel. Para ello es preciso seguir un ritual concreto que consiste en mojar un pañuelo en la poza, aplicarlo en la parte afectada y luego dejarlo colgado allí.
- Casa pintada o Etxe Pintxu; palacio del siglo XVIII que tiene la fachada principal decorada con pinturas al fresco que representan escenas de la época.
- Caserío Lekoia Bekoa, magnífico ejemplar de la arquitectura rural vizcaína. Data del siglo XVI y conjuga los estilos neoclásico y renacentista. Tiene un gran escudo de armas.

- Plaza Urepel, es una plaza creada por el escultor berriatuarra Mikel Ángel Lertxundi en torno y como homenaje al manantial de agua mineral llamado Urepel (en castellano se traduce como 'agua templada' en referencia a la temperatura a la que sale el agua). El conjunto, conformado por tres elementos ubicados en el espacio de la plaza, agrupa el agua con el fuego y el aire. El centro del espacio permanece libre para el uso de la ciudadanía mientras que los elementos escultóricos forman un triángulo con tres vértices diferenciados, en uno de ellos toma vida el agua que surge de la piedra, en otro el aire que atraviesa y peina la madera y en el último el fuego que da forma al mineral de hierro. Todos ellos domesticados por el hombre en canteras, serrerías y ferrerías que fueron el motor económico y el modo de vida de los hombres y mujeres de esta tierra.[9]

En el barrio de Asterrika hay una pequeña ermita dedicada a San Lorenzo construida en el siglo XV. Es relevante en este barrio el caserío Aldeko.

### Fiestas
Berriatúa celebra sus fiestas en honor a San Gregorio.
- 'San Gregorio': día 9 de mayo. Hay fiesta con deporte rural, bailes y verbenas.
- 'San Pedro': día 29 de junio.

En los barrios se celebran fiestas en honor del santo al que están consagradas la ermitas: en Asterrika a San Lorenzo y en Magdalena a la Magdalena.